# Real Hope Football Academy
Dernière mise à jour : 11 novembre 2024.
Le Real Hope FA ou Real du Cap est un club d'Haiti basé dans la ville de Cap-Haïtien. Il est fondé le 14 mars 2014. 

## Histoire
Le Real du Cap-Haitien a été fondé en 2014 et avait Gener Pierre comme le premier President duc club; Me Kénol Célicourt vice-président; Me Odelin Terdieu, secrétaire général; pasteur Enock Lucien, 1er vice-président; Jean Etienne, député et responsable de marketing; Shella Joseph, l’actuelle déléguée et Péguero Jean-Philippe, l’actuel responsable de communication.     

## Palmarès
- Championnat d'Haïti (2)
  - Champion : 2017 (Ouverture)[2] et 2024 (es).

- Championnat d'Haïti D2 (1)
  - Champion : 2015[3].